# László Szalma
László Szalma (né le 27 octobre 1957 à Nagymaros) est un athlète hongrois spécialiste du saut en longueur.
Il entraîne l'athlète handisport Luca Ekler, après avoir suivi Tibor Ordina et Tamas Margl.

## Biographie

### Palmarès
| Date | Compétition                    | Lieu            | Résultat | Performance |
| ---- | ------------------------------ | --------------- | -------- | ----------- |
| 1977 | Championnats d'Europe en salle | Saint-Sébastien | 3e       | 7,78 m      |
| 1978 | Championnats d'Europe en salle | Milan           | 1er      | 7,83 m      |
| 1980 | Jeux olympiques                | Moscou          | 4e       | 8,13 m      |
| 1981 | Universiade                    | Bucarest        | 1er      | 8,23 m      |
| 1983 | Championnats d'Europe en salle | Budapest        | 1er      | 7,95 m      |
| 1983 | Championnats du monde          | Helsinki        | 4e       | 8,12 m      |
| 1985 | Championnats d'Europe en salle | Athènes         | 2e       | 8,15 m      |
| 1985 | Coupe du monde des nations     | Canberra        | 3e       | 8,09 m      |
| 1986 | Championnats d'Europe en salle | Madrid          | 2e       | 8,24 m      |
| 1987 | Championnats d'Europe en salle | Liévin          | 4e       | 8,07 m      |
| 1987 | Championnats du monde en salle | Indianapolis    | 6e       | 7,87 m      |
| 1988 | Championnats d'Europe en salle | Budapest        | 2e       | 8,03 m      |
| 1988 | Jeux olympiques                | Séoul           | 6e       | 8,00 m      |

### Records
| Épreuve          | Épreuve      | Performance | Lieu     | Date            |
| ---------------- | ------------ | ----------- | -------- | --------------- |
| Saut en longueur | En plein air | 8,30 m      | Budapest | 7 juillet 1985  |
| Saut en longueur | En salle     | 8,24 m      | Madrid   | 22 février 1986 |